# ثخن الأظفار الخلقي
ثِخَنُ الأَظْفارِ الخلقِي (بالإنجليزية: Pachyonychia congenita)‏ هو اضطراب جلدي جسمي سائد.

## الأعراض والعلامات
تتضمن الأعراض الشائعة:
- كيراتين زائد في مهاد الأظافر مع سماكة الأظافر.
- فرط التقرن في اليدين والقدمين.
- آفات فموية تُشبه اللويحات البيضاء السميكة.
- ورم كيسي دهني متعدد.
- ألم.
- تبثر.

## الفيزيولوجيا المرضية

ثخن الأظفار الخلقي نمط الوراثة الجسمية السائدة

تحدث هذه الحالة بسبب طفرة جينية في واحدٍ من الأربع جينات التي تُشفر بروتينات الكيراتين الخاصة بالأنسجة الطلائية المتؤثرة بشكليٍ الاضطراب. ثخن الأظفار الخلقي الأول (PC1) يحدث بسبب طفرات في كيراتين 6A (اسم البروتين K6A، اسم الجين KRT6A) أو كيراتين 16 (البروتين K16، الجين KRT16)، أما ثخن الأظفار الخلقي الثاني (PC2) يحدث بسبب طفرات في الجينات المُشفرة للكيراتين 6B (البروتين K6B، الجين KRT6B) أو كيراتين 17 (البروتين K17، الجين KRT17). حُددت ثلاثة من الجينات المُسببة لثخن الأظفار الخلقي عام 1995، والجين الرابع حُددَ في 1998.

### الوراثة
يتبع ثخن الأظفار الخلقي نمط الوراثة الجسمية السائدة، والتي تعني أنَّ الجين المَعيب يقع على صبغي جسمي، وأنَّ نسخة واحدة من هذا الجين كافية لتوريث الاضطراب من الآباء المُصابين به. 50% من نسل الشخص المُصاب سوف ترث الاضطراب، وذلك بغض النظر عن الجنس.
لكن في بعض الأحيان، قد تظهر حالة فردية في العائلة مع عدم وجود تاريخ سابق للاضطراب، وذلك بسبب حدوث طفرة جديدة (غالبًا يشار إلى طفرة تلقائية أو متفرقة).

## التشخيص

### التصنيف
قد يُقسم ثخن الأظفار الخلقي إلى نوعين::510
- ثخن الأظفار الخلقي الأول (ويُسمى أيضًا متلازمة ياداسون-ليفاندفسكي[7])[8]، هو تقرن جلدي جسمي سائد والذي يحدث غالبًا في السطح الأخمصي، ولكن يتضمن أيضًا تغييرات ظفرية التي قد تكون واضحة عند الولادة، ولكن تظهر بشكل أكثر شيوعًا خلال الأشهر الأولى القليلة من الحياة.[6]:510[8][9]:569
- ثخن الأظفار الخلقي الثاني (ويُسمى أيضًا ثخن الأظفار الخلقي لجاكسون-لولر ومتلازمة جاكسون سيرتولي)، هو تقرن جلدي جسمي سائد يظهر بشكل بؤري في التقرن الجلدي الأخمصي والذي قد يكون طفيف جدًا، مع وجود تغيرات جلدية التي قد تكون واضحة عند الولادة، ولكن متطورة بشكلٍ أكثر خلال الأشهر الأولى القليلة من الحياة.[6][9]:569

## روابط خارجية
- OMIM: 260130
- Pachyonychia congenita recessive في معاهد الصحة الوطنية الأمريكية للأمراض النادرة